# 위키책
위키책(Wikibooks)은 위키백과의 자매 프로젝트로 2003년 1월 10일부터 시작되었다.
프로젝트는 공동으로 집필한 책 형태의 공개 교과서를 만드는 것을 목표로 한다. 사이트는 미디어위키 기반이며, 따라서 누구나 편집단추를 눌러 위키책의 내용을 고칠 수 있다.
프로젝트는 영어 위키백과 사용자인 Karl Wick가 고급교육의 기회를 모든 이들에게 확대하기 위해 비용과 제한이 없는 열린 콘텐츠의 생화학, 물리학 등의 교과서를 올려놓을 수 있는 장소를 마련하는 것이 어떻겠느냐는 제안에 따라 만들어졌다.
프로젝트의 범위(교과서만 할 것인가, 모든 책을 대상으로 할 것인가)와 사이트의 내용에 대한 저작권을 어떤 식으로 해야 할 것인가, 프로젝트의 이름, URL)에 대한 논란이 있었다.
버지니아 주의 올드 도미니언 대학교의 학생들은 위키책을 이용하여 자신들의 교재를 직접 편집, 교재로서 사용하고 있으며 미래에는 교과서의 대체제로서의 가능성이 주목된다고 밝혔다.

## 위키주니어
위키주니어(Wikijunior)는 위키책의 서브프로젝트(subproject)로서, 어린이용 책을 다루는 위키이다. 이 프로젝트는 잡지와 웹사이트로 구성되어 있고, 현재 네덜란드어, 독일어, 러시아어, 스페인어, 아랍어, 영어, 이탈리아어, 일본어, 중국어, 카탈루냐어, 튀르키예어, 포르투갈어, 프랑스어, 핀란드어판 위키책에서 프로젝트가 진행되고 있다. 위키주니어는 벡 재단(John and Frances Beck Foundation)에서 지원을 받고 있다.

## 같이 보기
- 전자 도서관
- 유럽 도서관
- LibriVox
- 오픈 콘텐트 얼라이언스
- 프로젝트 구텐베르크

## 참고 문헌
- Ben Crowell (2005). “All Systems Go: The Newly Emerging Infrastructure to Support Free Books”. 2006년 6월 12일에 원본 문서에서 보존된 문서. 2006년 6월 18일에 확인함.
- Michael F. Shaughnessy (2009년 7월 14일). “An Interview with Curtis Bonk: A Look at Wikibooks and Wikibookians”. 《EducationNews.org》. 2016년 8월 29일에 원본 문서에서 보존된 문서. 2015년 6월 10일에 확인함.